# Kotik meksykański
Kotik meksykański (Arctocephalus townsendi) – gatunek ssaka z rodziny uchatkowatych (Otariidae).

## Taksonomia
Gatunek po raz pierwszy zgodnie z zasadami nazewnictwa binominalnego opisał w 1897 roku amerykański zoolog Clinton Hart Merriam nadając mu nazwę Arctocephalus townsendi. Holotyp pochodził z wyspy Guadalupe w pobliżu Kalifornii Dolnej, w Meksyku. 
Szacuje się, że A. townsendi i A. philippii oddzieliły się od wspólnego przodka około 300000 lat temu. W przeglądzie taksonomicznym z 2012 roku oba taksony zostały połączone w jeden gatunek z dwoma podgatunkami, ale większość teriologów zajmujących się ssakami morskimi nie przyjęła tej propozycji. Autorzy Illustrated Checklist of the Mammals of the World uznają ten gatunek za monotypowy.

### Etymologia
- Arctocephalus: gr. αρκτος arktos „niedźwiedź”; -κεφαλος -kephalos „-głowy”, od κεφαλη kephalē „głowa”[8].
- townsendi: Charles Haskins Townsend (1859–1944), amerykański przyrodnik, członek Komisja ds. Rybołówstwa w 1883 roku, dyrektor „New York Aquarium” w latach 1902–1937[9].

## Zasięg występowania
Kotik meksykański występuje głównie na wyspie Guadalupe, przy zachodnim wybrzeżu środkowej części Kalifornii Dolnej (Meksyk), ostatnio zasięg rozszerzył się na południowy wschód do grupy wysp Islas San Benito przy wybrzeżu Kalifornii Dolnej i na północ do archipelagu Channel Islands (wyspa San Miguel Island) i innych wysp południowej części Kalifornii oraz do Wysp Farallońskich przy północnej części Kalifornii, w Stanach Zjednoczonych. Wędrujące osobniki dotarły aż na północ do stanu Waszyngton, a jeden osobnik do południowo-środkowej Alaski.

## Morfologia
Długość ciała samic maksymalnie do 140 cm, przy średniej wynoszącej 120 cm, samców 200 cm; szacowana masa ciała samic 40–50 kg, samców 160–170 kg. Noworodki osiągają długość około 50–60 cm i ciężar około 6 kg. Występuje dymorfizm płciowy – dorosłe samce są 1,5–2 razy dłuższe i 3–4 razy cięższe niż dorosłe samice. Wzór zębowy: I {\displaystyle {\tfrac {3}{2}}} C {\displaystyle {\tfrac {1}{1}}} PM {\displaystyle {\tfrac {6}{5}}} = 36. Kariotyp wynosi 2n = 36.

## Ekologia
Żeruje na środkowo-wschodnim Pacyfiku.

## Status zagrożenia i ochrona
W Czerwonej księdze gatunków zagrożonych Międzynarodowej Unii Ochrony Przyrody i Jej Zasobów został zaliczony do kategorii LC (ang. Least Concern „najmniejszej troski”). W XVIII wieku żyło około 100 000 okazów tych ssaków, jednak w wyniku polowań ich populacja drastycznie spadła. Obecnie, w wyniku prowadzonych działań mających na celu odnowienie populacji, ich liczba stopniowo rośnie.